# 奈曼旗
奈曼旗是内蒙古自治区通辽市下辖的一个旗。旗人民政府駐大沁他拉街道。

## 历史
中古时期，奈曼旗辖境为鲜卑地。唐属营州都督府，后归于奚。辽、金为兴中府北境。明末，由蒙古内喀尔喀五部所据，后并入察哈尔。后金天聪元年（1627年），奈曼部长衮楚克因受林丹汗侵扰，率部归附皇太极。清崇德元年（1636年），于奈曼部设一扎萨克旗，属昭乌达盟。
1914年，昭乌达盟属热河特别区，1928年後为热河省。满洲国时期，奈曼旗划归兴安西省管辖。1946年1月，东蒙古人民自治政府成立，奈曼旗在其兴南地区办事处辖下。同年3月，中共成立奈曼旗人民政府，隶属于哲里木省（盟）政府。1949年4月，奈曼旗随哲里木盟由辽北省划入内蒙古自治区。1953年3月，隶于内蒙古自治区东部区行政公署。1954年4月，撤销东部区行署，奈曼旗复隶于哲里木盟。1969年7月，奈曼旗随哲里木盟划入吉林省。1979年7月，奈曼旗随哲里木盟重归内蒙古自治区。1999年1月，哲里木盟撤盟设市，奈曼旗属通辽市。

## 行政区划
奈曼旗下辖8个镇、2个乡、4个苏木：
大沁他拉镇、八仙筒镇、青龙山镇、新镇、治安镇、东明镇、沙日浩来镇、义隆永镇、固日班花苏木、白音他拉苏木、明仁苏木、黄花塔拉苏木、土城子乡、苇莲苏乡和国有六号农场。

## 人口
根据(内蒙古自治区)通辽市第七次全国人口普查公报显示：奈曼旗常住人口为375312人，男性人口占比50.6%，女性人口占比49.4%，年龄结构中0-14岁占比16.71%，15-59岁占比64.1%，60岁以上占比19.19%，65岁以上占比12.38%。

## 交通
- 111国道过境。